# Steve Cochran
Steve Cochran, född Robert Alexander Cochran den 25 maj 1917 i Eureka i Kalifornien, död 15 juni 1965 utanför Guatemalas kust, var en amerikansk skådespelare.

## Biografi
Steve Cochran tog sin examen vid University of Wyoming 1939.
1949–1952 jobbade han på Warner Bros. och gjorde mest småroller, ofta spelade han en boxare och gansters. Cochran dyker upp i många filmer, bland andra De bästa åren (1946), Flykten till Havanna (1946), Rovspindeln (1950) och 4 desperados död (1950). Han spelade under det senare 1950-talet i fler B-filmer, däribland Förföraren (1954).
1965 dog Cochran på sin yacht, utanför Guatemalas kust. Han dog av akut lunginfektion. Hans kropp, tillsammans med tre skärrade men levande kvinnliga assistenter, flöt runt på yachten i tio dagar innan den drev in till land där den upptäcktes av myndigheterna.

## Filmografi (i urval)
- 1945 – Mirakelmannen
- 1946 – De bästa åren
- 1946 – Flykten till Havanna
- 1946 – Grabben från Brooklyn
- 1947 – Copacabana
- 1948 – Vilda toner
- 1949 – Glödhett
- 1950 – Rovspindeln
- 1950 – 4 desperados död
- 1950 – Dallas
- 1951 – Olympiadens hjälte
- 1951 – Under Ku Klux Klan
- 1951 – Brådstörtad flykt
- 1953 – Ökensången
- 1954 – Förföraren
- 1954 – Heta pengar
- 1957 – Skriet
- 1961 – Hämnaren från Gila City